# Nigerian Premier League (pallacanestro)
La Nigerian Basketball Premier League (NPL) è il massimo campionato di pallacanestro della Nigeria. È organizzata dalla Federazione cestistica della Nigeria (NBBF). Alla competizione prendono parte 16 squadre da tutta la nazione; le squadre vengono divise in due Conference in base alla loro posizione geografica . 
La squadra che si aggiudica il titolo nazionale ottiene la qualificazione diretta alla Basketball Africa League.
La squadra dei Rivers Hoopers sono i campioni in carica avendo difeso con successo il loro titolo nella stagione 2024, terminata con la  conquista del sesto campionato dopo aver sconfitto gli Hoops & Read in finale. La squadra con il maggiore numero di titoli conquistati è quella dei Kano Pillars, che per 7 volte si sono aggiudicati il campionato. 
Nella stagione 2021, il campionato è stato organizzato dal Ministero della Gioventù e dello Sport nigeriano, dopo che era stato precedentemente sciolto il comitato provvisorio della NBBF. Tuttavia, le regole della FIBA vietano l'intervento dei governi nelle federazioni, motivo per cui il campionato è stato dichiarato illegittimo. Di conseguenza, i Rivers Hoopers, campioni nel 2021, sono stati esclusi dalla partecipazione alla Basketball Africa League 2022.

## Squadre partecipanti
Di seguito l'elenco delle sedici squadre che hanno preso parte alla stagione 2024 della NPL.
| Squadra             | Città               |
| Savannah Conference | Savannah Conference |
| ------------------- | ------------------- |
| Bauchi Nets         | Bauchi              |
| Correctional BC     | Abuja               |
| Gboko City Chiefs   | Gboko               |
| Gombe Bulls         | Gombe               |
| Kano Pillars        | Kano                |
| Nigeria Customs     | Lagos               |
| Nile University     | Abuja               |
| Plateau Peaks       | Jos                 |

| Squadra             | Città               |
| Atlantic Conference | Atlantic Conference |
| ------------------- | ------------------- |
| Delta Force B.C.    | Asaba               |
| Ebun Comets         | Lagos               |
| Hoops & Read        | Lagos               |
| Kwara Falcons       | Ilorin              |
| Lagos Legends       | Lagos               |
| Oluyole Warriors    | Ibadan              |
| Police Baton        | Lagos               |
| Rivers Hoopers      | Port-Harcourt       |

## Albo d'oro
| Season | Campioni        | Finalista         | Risultato       | Sede finali                         | Note          |
| ------ | --------------- | ----------------- | --------------- | ----------------------------------- | ------------- |
| 1997   | Lagos Islanders | Sconosciuto       |                 |                                     |               |
| 1998   | Lagos Islanders | Sconosciuto       |                 |                                     |               |
| 1999   | Lagos Islanders | Sconosciuto       |                 |                                     |               |
| 2000   | Lagos Islanders | Dodan Warriors    |                 |                                     | [ 7 ]         |
| 2001   | Lagos Islanders | Plateau Peaks     | 70-55           |                                     | [ 8 ]         |
| 2002   | Non disputato   | Non disputato     | Non disputato   | Non disputato                       | Non disputato |
| 2003   | Ebun Comets     | Sconosciuto       |                 |                                     | [ 9 ]         |
| 2004   | Non disputato   | Non disputato     | Non disputato   | Non disputato                       | Non disputato |
| 2005   | Ebun Comets     | Niger Potters     | Torneo a girone |                                     | [ 10 ] [ 11 ] |
| 2006   | Plateau Peaks   | Dodan Warriors    | 2-0             | Ahmadu Bello Stadium, Kaduna        | [ 12 ]        |
| 2007   | Ebun Comets     | Union Bank BC     | 74-64           | National Stadium, Lagos             | [ 13 ]        |
| 2008   | Kano Pillars    | Union Bank BC     |                 | National Stadium, Lagos             | [ 14 ]        |
| 2009   | Kano Pillars    | Lagos Islanders   | 83-72           | National Stadium, Lagos             | [ 15 ]        |
| 2010   | Kano Pillars    | Union Bank BC     | 78-77           | Rivers State Complex, Port Harcourt | [ 16 ]        |
| 2011   | Rivers Hoopers  | Kano Pillars      | 102-72          | National Stadium, Lagos             | [ 17 ]        |
| 2012   | Rivers Hoopers  | Kano Pillars      | 65-52           | National Stadium, Lagos             | [ 17 ]        |
| 2013   | Kano Pillars    | Union Bank BC     | 86-57           | National Stadium, Lagos             | [ 15 ]        |
| 2014   | Kano Pillars    | Mark Mentors      | 89-88           | National Stadium, Lagos             | [ 18 ]        |
| 2015   | Mark Mentors    | Kano Pillars      | 79-66           | National Stadium, Lagos             | [ 19 ]        |
| 2016   | Kano Pillars    | Nigeria Customs   | 71-53           | National Stadium, Lagos             | [ 20 ]        |
| 2017   | Kano Pillars    | Gombe Bulls       | 74-54           | Kofar Mata Stadium, Kano            | [ 21 ]        |
| 2018   | Gombe Bulls     | Kwara Falcons     |                 |                                     | [ 22 ]        |
| 2019   | Rivers Hoopers  | Raptors Lagos     | 97-57           | National Stadium, Lagos             | [ 23 ]        |
| 2020   | Non disputato   | Non disputato     | Non disputato   | Non disputato                       | Non disputato |
| 2021   | Rivers Hoopers  | Gombe Bulls       | 74-57           | Abuja Sports Hall, Abuja            | [ 24 ]        |
| 2022   | Kwara Falcons   | Nigeria Customs   | 78-53           | National Stadium, Lagos             | [ 25 ]        |
| 2023   | Rivers Hoopers  | Gboko City Chiefs | Torneo a girone |                                     | [ 26 ]        |
| 2024   | Rivers Hoopers  | Hoops & Read      | 71-54           | Rivers State Complex, Port Harcourt | [ 27 ]        |

## Titoli per squadra
| Squadra         | Titoli | Secondi posti | Anni vittoria                            |
| --------------- | ------ | ------------- | ---------------------------------------- |
| Kano Pillars    | 7      | 2             | 2008, 2009, 2010, 2013, 2014, 2016, 2017 |
| Rivers Hoopers  | 6      | 0             | 2011, 2012, 2019, 2021, 2023, 2024       |
| Lagos Islanders | 5      | 1             | 1997, 1998, 1999, 2000, 2001             |
| Ebun Comets     | 3      | 0             | 2003, 2005, 2007                         |
| Gombe Bulls     | 1      | 2             | 2018                                     |
| Plateau Peaks   | 1      | 1             | 2006                                     |
| Kwara Falcons   | 1      | 1             | 2022                                     |